# Gloria Bell
Gloria Bell is een Chileens-Amerikaanse film uit 2018, geregisseerd door Sebastián Lelio. De film is een Engelstalige remake van Lelio's film Gloria uit 2013 en ging op 7 september 2018 in première op het Internationaal filmfestival van Toronto.

## Verhaal
Gloria is een gescheiden vrouw die haar dagen doorbrengt op kantoor en haar nachten op de dansvloer. Nadat ze Arnold ontmoet tijdens een avondje uit, komt ze terecht in een onverwachte nieuwe romance, gevuld met zowel de geneugten van ontluikende liefde als de complicaties van daten, identiteit en familie.

## Rolverdeling
| Acteur             | Personage |
| ------------------ | --------- |
| Julianne Moore     | Gloria    |
| John Turturro      | Arnold    |
| Caren Pistorius    | Anne      |
| Michael Cera       | Peter     |
| Brad Garrett       | Dustin    |
| Holland Taylor     | Hillary   |
| Jeanne Tripplehorn | Fiona     |
| Rita Wilson        | Vicky     |
| Chris Mulkey       | Charlie   |
| Cassi Thomson      | Virginia  |
| Tyson Ritter       | Neighbor  |
| Jesse Erwin        | Theo      |

## Ontvangst

### Recensies
Op Rotten Tomatoes geeft 91% van de 205 recensenten de film een positieve recensie, met een gemiddelde score van 7,5/10. De film kreeg het label "Certified Fresh" (gegarandeerd vers). Website Metacritic komt tot een score van 79/100, gebaseerd op 40 recensies, wat staat voor "generally favorable reviews" (over het algemeen gunstige recensies).
NRC gaf de film vier uit vijf sterren en schreef: "In de film 'Gloria Bell' zoekt een geweldige spelende Julianne Moore nergens expliciet de lach of traan op. De film brengt mooi in beeld hoe complex het soms kan zijn om te kiezen voor jezelf." Ook De Volkskrant gaf de film vier uit vijf sterren en prees het acteerwerk van Julianne Moore: "Moore is in Gloria Bell op de top van haar kunnen. Wie het origineel heeft gezien, kan bij haar soms wat eigenheid missen: ze imiteert wel erg nauwkeurig de mimiek van voorganger García. Niettemin is ook Moore's Gloria een weelderig complexe creatie, van haar flamboyante houding tijdens het uitgaan tot de gelaten voortvarendheid waarmee ze tegenslagen verwerkt." Het Parool noemde Gloria Bell een bitterzoet drama "waarmee Lelio zich na Gloria, Disobedience en Una mujer fantástica (...) weer bewijst als uitstekende acteursregisseur. (...) Toch knaagt er iets: Gloria Bell is een prima remake, maar wie het origineel heeft gezien, mist de noodzaak."

### Prijzen en nominaties
De film won geen prijzen maar werd voor 8 prijzen genomineerd. Een selectie:
| Jaar | Evenement                       | Categorie                                     | Genomineerde   | Resultaat   |
| ---- | ------------------------------- | --------------------------------------------- | -------------- | ----------- |
| 2019 | Satellite Awards (24ste editie) | Beste actrice in een komisch of muzikale film | Julianne Moore | Genomineerd |